# کوبلین-بوژمه
کوبلین-بوژمه (به لهستانی:  Kobylin-Borzymy) یک روستا در لهستان است که در گمینا کوبلین-بوژمه واقع شده‌است.